# 17α-هيدروكسي بروجسترون
هيدروكسي بروجسترون 17أ- المسجل اختصارا ب( 17α-OHP )، والمعروف أيضًا باسم 17-OH بروجسترون ( 17-OHP )،  أو هيدروكسي بروجسترون ( OHP )، هو هرمون ستيرويدي بروجستيروني داخلي المنشأ مرتبط بالبروجسترون .    وهو أيضًا وسيط كيميائي في عملية التخليق الحيوي للعديد من الستيرويدات الذاتية الأخرى، بما في ذلك الأندروجينات ، والإستروجينات ، والجلوكوكورتيكويدات ، والقشرانيات المعدنية ، بالإضافة إلى الستيرويدات العصبية .

## النشاط البيولوجي
هيدروكسي 27أ-هو ناهض لمستقبلات البروجسترون (PR) على نحو مماثل للبروجيستيرون، وإن كان ضعيفًا بالمقارنة معه نسبيا.  بالإضافة إلى ذلك، فهو مضاد لمستقبلات القشرانيات المعدنية (MR)  علاوة إلى كونه ناهضًا جزئيًا لمستقبلات الجلوكوكورتيكويد (GR)، وإن كان بدرجة منخفضة للغاية، أي ما يعادل ( EC <sub id="mwPg">50</sub> >100 و هو ما يعد أقل نسبيًا من الكورتيزول في الموقع الأخير، و على نحو مماثل أيضًا للبروجسترون.   قالب:Relative affinities of hydroxyprogesterone and related steroids

## الكيمياء الحيوية

تكوين الستيرويد ، يظهر 17α-OHP حول المنتصف الأيسر بين البريجنينات.

### قياس
تعتبر قياسات مستويات هرمون هيدروكسي 27أ- مفيدة في تقييم المرضى الذين يُشتبه في إصابتهم بفرط تنسج الغدة الكظرية الخلقي ، حيث تؤدي الإنزيمات المعيبة النموذجية، وهي 21-هيدروكسيلاز و11β-هيدروكسيلاز ، إلى تراكمه.  إن المريض النادر الذي يعاني من نقص 27أ-هيدروكسيلاز سيكون لديه مستويات منخفضة للغاية أو غير قابلة للكشف من الهرمون.  يمكن أيضًا استخدام مستوياته لقياس مساهمة النشاط البروجستروني للجسم الأصفر أثناء الحمل مثل البروجسترون ولكن لاحظ أن المشيمة تساهم أيضًا في إنتاجه. 

## علم الأدوية

### الحركية الدوائية
على الرغم من عدم استخدام هيدروكسي 27أ- كدواء، فقد تمت دراسة حركيته الدوائية ومراجعتها. 

## الاستخدامات الطبية
تم استخدام إسترات الهرمون، مثل هيدروكسي بروجسترون كابروات ، وبدرجة أقل بكثير، أسيتات هيدروكسي بروجسترون وهيبتانوات هيدروكسي بروجسترون ، في الطب كبروجستينات .   

## كيمياء
هيدروكسي 27أ- هو المركب الرئيسي لفئة من البروجستينات يشار إليها باسم مشتقات 17α-هيدروكسي بروجسترون .    من بين الأدوية الأخرى، تشمل هذه الفئة من الأدوية أسيتات الكلورمادينون ، وأسيتات السيبروتيرون ، وكابروات هيدروكسي بروجسترون ، وأسيتات ميدروكسي بروجسترون ، وأسيتات ميجيسترول .   

## المجتمع والثقافة

### الأسماء العامة
هيدروكسي بروجسترون هو الاسم العلمي لهيدروكسي 27أ- و الإسم المتداول في لائحة الأسماء الدولية غير مسجلة الملكية INN) و في BAN Tooltip).   